# Pau de Miró i Roig
Pau de Miró i Roig (Reus, 26 d'abril de 1707 - Reus, 29 d'abril de 1771) va ser doctor en dret, polític i hisendat català.
Era el segon fill de Pau de Miró i Simó, que va obtenir el 1706 privilegi de ciutadà honrat concedit per l'Arxiduc Carles i que el 1752 va rebre el privilegi de cavaller a títol pòstum, a petició de l'altre fill, germà de Pau, Francesc de Miró i Roig, que en va ser l'hereu i que va entrar en possessió de la fortuna familiar. Pau de Miró estudià Dret a Cervera, on es va doctorar. El 1733 era professor de la Facultat de Jurisprudència, any en el qual es va casar amb Magdalena Bover i Gornals, que li aportà en dot els béns dels Bover, sobretot propietats agrícoles, entre les quals destaca el mas de Bover, al terme de Constantí. L'any 1760 era assessor jurídic del Comtat de Prades. Una filla seva, Teresa de Miró i Bover, es va casar amb el comerciant d'aiguardents francès instal·lat a Reus Manuel Vignau i Pemartin. Va enriquir-se amb la venda de part d'aquestes terres, però la majoria d'elles es van vendre a carta de gràcia, per la qual cosa va recuperar-ne algunes al final de la seva vida. Va ser alcalde de Reus els anys 1767 i 1768. Durant el seu mandat es va promulgar la Pragmàtica Sanció del 1767 que expulsava els jesuïtes de l'estat espanyol. Per una ordre secreta enviada des del Palau del Pardo, l'alcalde tenia obligació de donar subsidi econòmic i alimentari als vaixells que ancoressin al port de Salou i que transportaven els membres expulsats de la Companyia de Jesús. El seu germà Francesc de Miró havia estat alcalde de Reus uns anys abans, el 1743-1744.